# Dywizja Główna Litewska
 Dywizja Główna Litewska – jedna z formacji zbrojnych okresu powstania kościuszkowskiego.

## Formowanie i struktura dywizji
Dywizja sformowana została w kwietniu 1794 na bazie 1 Dywizji. Działała w rejonie Wilna. Organizowała wyprawy na Soły i Polany. Manewrem na skrzydło Rosjan w lipcu 1794 obroniła Wilno. W sierpniu, po przegranej opuściła miasto i kilkoma komedami wycofała się na linię Niemna, a później ześrodkowała w rejonie Grodna. 
Później jej wojska przeszły do Warszawy i stanowiły trzon garnizonu Praga. Tam 4 listopada dywizja została  zniszczona.
Dywizja nie miała standardowej organizacji. W każdym okresie składała się jednak z trzech rodzajów wojsk: piechoty i strzelców,  kawalerii oraz artylerii. Podział wewnętrzny ograniczał się jedynie do tzw. komed. Występował natomiast podział ugrupowana dywizji:
- marszowy: awangarda, korpus (siły główne) i ariergarda;
- bojowy: pierwsza i druga linia piechoty, prawe i lewe skrzydło (przeważnie jazda), i korpus rezerwowy